# Gibberellin
Gibberrelliner er en gruppe af plantehormoner. De udvikles til giberellinsyre fra mevalonsyre i ungt væv som skudspidser, vækstlag og nydannede frø. De betragtes i dag som såkaldte "tænd-og-sluk" hormoner, der regulerer strømmen af andre hormoner rundt i planten. I denne egenskab medvirker de også til længdevækst, flytning af sukkerreserver.
Hvis et træ er blevet hårdt skadet f.eks. ved beskæring, vil der udvikles store mængder gibberellin i alle sårfladerne. De vil i næste omgang regulere transporten af henholdsvis auxiner og cytokininer sådan, at røddernes vækst hæmmes, mens topvæksten begunstiges.
Hos nogle planter fremkalder gibberelliner desuden blomsterdannelse.